# 聖高原スキー場
聖高原スキー場（ひじりこうげんスキーじょう）は、長野県東筑摩郡麻績村の聖山高原県立公園にあるスキー場。
キャンプ場が併設されており、付近には聖湖やすずらん湖等、多くの湖沼がある他、ひじり食堂や聖レイクサイド館などの飲食施設もある。
また夏季にはリフトを聖高原リフトとして開放し三峯山山頂からは全長710m、標高差120mの中部圏最長を誇るスカイライダー（そり）を楽しむことができる。

## コース
1基のリフトが設置され、1つのゲレンデに3本のコースが設定されている。スノーボードも全面滑走可能。ナイター営業は未実施。頂上には展望喫茶が設置されている。

## アクセス
- 長野自動車道：麻績IC7km、姨捨スマートIC2km
- 東日本旅客鉄道篠ノ井線：聖高原駅（麻績村営バス）